# Radio Bemba Sound System
Albums de Manu Chao et Radio Bemba
Próxima Estación: Esperanza
(2000) Sibérie m'était contée
(2004)
Radio Bemba Sound System est un album live de Manu Chao enregistré à Paris (Grande halle de La Villette) les 4 et 5 septembre 2001, et sorti en septembre 2002.
Le titre de l'album live est le nom de son groupe le Radio Bemba Sound system. « Radio Bemba » était le nom donné par les révolutionnaires cubains au système du « bouche à oreille » (ou « téléphone arabe »).
Manu Chao (et Radio Bemba) sur scène se rapproche beaucoup plus de la Mano Negra que de ses albums studio : les rythmes y sont rapides, les voix fortes et le son puissant.
Sur ce live, on retrouve des succès connus sous la Mano Negra, les chansons mélancoliques des albums Clandestino et Próxima Estación: Esperanza qui sont revisitées à la sauce ska, reggae, punk, rock épicé, et salsa chaude, et des inédits. De plus la musique de Manu Chao se trouve sublimée par la présence du jeune chanteur rasta Bidji, alias Lyricson.
La version vidéo de ce live est présente dans le DVD Babylonia en Guagua.

## Liste des titres
| No  | Titre                     | Traduction                                | Durée |
| --- | ------------------------- | ----------------------------------------- | ----- |
| 1.  | Intro                     |                                           |       |
| 2.  | Bienvenida a Tijuana      | Bienvenue à Tijuana                       |       |
| 3.  | Machine Gun               | Mitrailleuse                              |       |
| 4.  | Por dónde saldrá el sol?  | Où se lèvera le soleil ?                  |       |
| 5.  | Peligro                   | Danger                                    |       |
| 6.  | Welcome to Tijuana        | Bienvenue à Tijuana                       |       |
| 7.  | El viento                 | Le vent                                   |       |
| 8.  | Casa Babylon              | Maison Babylone                           |       |
| 9.  | Por el suelo              | Par terre                                 |       |
| 10. | Blood and Fire            | Sang et feu                               |       |
| 11. | EZLN...para tod@s todo... | Ejército Zapatista de Liberación Nacional |       |
| 12. | Mr Bobby                  | Bob Marley                                |       |
| 13. | Bongo Bong                |                                           |       |
| 14. | Radio Bemba               |                                           |       |
| 15. | Qué pasó qué pasó         | Que s'est-il passé ? (bis)                |       |
| 16. | Pinocchio                 | Viaggio in groppa al tonno                |       |
| 17. | Cahí en la trampa         | Je suis tombé dans le piège               |       |
| 18. | Clandestino               | Clandestin                                |       |
| 19. | Rumba de Barcelona        |                                           |       |
| 20. | La despedida              | L'Adieu                                   |       |
| 21. | Mala Vida                 | Mauvaise vie                              |       |
| 22. | Radio Bemba               |                                           |       |
| 23. | Qué pasó qué pasó         | Que s'est-il passé ? (bis)                |       |
| 24. | Pinocchio                 | Viaggio in groppa al tonno                |       |
| 25. | La Primavera              | Le printemps                              |       |
| 26. | The Monkey                | Le singe                                  |       |
| 27. | King Kong Five            |                                           |       |
| 28. | Minha Galera              |                                           |       |
| 29. | Promiscuity               | Promiscuité                               |       |